# Ташаул
Ташаул (на румънски: Piatra) е село в окръг Кюстенджа (Констанца), Северна Добруджа, Румъния.

## История
До 1940 година Ташаул е с преобладаващо българско население, което се изселва в България по силата на подписаната през септември същата година Крайовската спогодба.